# Quad City Challenger
Quad City Challenger je družina eno- in dvosedežnih ultralahkih letal ameriškega proizvajalca Quad City Aircraft Corporation iz Moline, Illinois. Letali imata tricikel pristajalno podvozje in propeler v konfiguraciji potisnik. Letali je možno kupiti že sestavljeni ali pa v kit obliki za sestavljanje doma.
Letalo so predstavili leta 1983, od takrat so zgradili več kot 3500 letal.

## Specifikacije (Challenger II)
Podatki iz Challenger.ca
Splošne karakteristike
- Posadka: 1
- Število sedežev: 1 potnik
- Dolžina: 20 ft (6,1 m)
- Razpon kril: 31 ft 6 in (9,6 m)
- Višina: 6 ft 0 in (1,83 m)
- Površina kril: 177 sq ft (16,47 sq m)
- Teža praznega letala: 460 lb (140 kg)
- Uporaben tovor: 500 lb (227 kg)
- Maks. vzletna teža: 960 lb (435 kg)
- Pogon letala: 1 ×  Dvovaljni dvotaktni letalski motor Rotax 503, 50 KM (38 kW)
- Propelerji: 1 propeller, 1 per engine

 Zmogljivost 
- Neprekoračljiva hitrost: 100 mph (162 km/h)
- Maks. hitrost: 96 mph (156 km/h)
- Potovalna hitrost: 85 mph (138 km/h)
- Hitrost porušitve vzgona: 28 mph (45 km/h)
- Doseg: 200 milj (324 km)
- Hitrost vzpenjanja: 750 ft/min (3,8 m/s)
- Obremenitev kril: 5,42 lb/sq ft (26,41 kg/sq m)
- Razmerje moč/teža: 19,2 lb/KM (0,087 kW/kg)

## GLej tudi
- Excalibur Aircraft Excalibur
- Birdman Chinook
- CGS Hawk
- Danieli Piuma
- Earthstar Thunder Gull
- Freebird II
- Lockwood Drifter
- Rans S-12 Airaile
- Spectrum Beaver
- Titan Tornado
- US Light Aircraft Hornet